# Douglas Cooper
Arthur William Douglas Cooper, der auch als Douglas Lord schrieb (* 1911 in London; † 1. April 1984 ebenda), war ein britischer Kunsthistoriker, Kritiker und Kunstsammler. Er sammelte vor allem kubistische Kunst.

## Biografie

### Familiärer Hintergrund
Vorfahren Douglas Coopers waren Anfang des 19. Jahrhunderts nach Australien ausgewandert und hatten dort ein großes Vermögen erworben, insbesondere Grundbesitz in Sydney. Sein Urgroßvater zog in das Parlament in New South Wales ein und wurde 1856 Parlamentssprecher (Speaker of the House of New South Wales) und 1863 als Baronet, of Woollahra, geadelt. Seither teilte er seine Zeit zwischen Australien und England, übersiedelte schließlich ganz dorthin und starb in London. Sohn und Enkel lebten ebenfalls dort und verkauften in den 1920er Jahren ihren australischen Besitz, sehr zum Ärger von Douglas Cooper.
Seine Mutter entstammte alteingesessenem englischem Adel. Sein Biograf und langjähriger Lebenspartner John Richardson hielt Coopers Leiden unter der Ausgrenzung seiner Familie als Australier für einen bestimmten Charakterzug seines Freundes, der insbesondere seine Anglophobie erkläre. Cooper selbst war nie in Australien und hielt es allenfalls für möglich, dort auf der Hochzeitsreise seiner Eltern gezeugt worden zu sein.

### Ausbildung
Mitte der Zwanzigerjahre nahm ihn sein gelehrter Onkel Gerald Cooper mit auf eine Reise nach Monte Carlo, wo Cooper das Diaghilev-Ballett sah; sein Biograf spannt von hier den Bogen zu Coopers Spätwerk Picasso et le Théatre. Die Schule von Repton besuchte er ungern und studierte dann für etwa ein Jahr in Cambridge. Im Alter von 21 Jahren erbte er £100.000 (circa US-Dollar 500.000, für damalige Zeiten ein Vermögen), so dass er an der Sorbonne und in Marburg Kunstgeschichte studieren konnte, was in Cambridge damals nicht möglich war.

### Einstieg in das Kunstgeschäft
1933 kaufte er sich in eine Londoner Galerie ein (Mayor Gallery) und wollte in Zusammenarbeit mit Pariser Kunsthändlern wie Daniel-Henry Kahnweiler und Pierre Loeb Arbeiten von Picasso, Léger, Miró und Klee zeigen; diese Zusammenarbeit endete schnell und unvorteilhaft. Cooper wurde in Kunstwerken ausgezahlt.
Diesen Misserfolg schrieb Cooper nicht zuletzt der konservativen Politik der Tate Gallery zu; sein Ärger darüber war laut Richardson der Katalysator für den Aufbau einer eigenen Sammlung, die die Rückständigkeit der Tate Gallery zeigen sollte. Beim Ausbruch des Zweiten Weltkriegs 1939 hatte er 137 kubistischen Arbeiten erworben, unter anderem mit der Hilfe des Sammlers und Händlers G. F. Reber, ein Teil davon Meisterwerke, und dafür ein Drittel seines Erbes eingesetzt.

### Militärische Karriere
Cooper war wegen einer Augenverletzung nicht für den regulären Dienst geeignet und schloss sich deshalb bei Ausbruch des Zweiten Weltkriegs einer Sanitätseinheit in Paris an, die vom Kunstmäzen Etienne de Beaumont organisiert wurde (der seinerseits unter anderem Werke bei Picasso und Braque in Auftrag gegeben hatte). Berühmt wurde sein Bericht über den Transport von Verwundeten nach Bordeaux, die von dort aus per Schiff nach Plymouth verschickt wurden, den er mit seinem Mitfahrer verfasste und 1941 publizierte ((The Road to Bordeaux)). Für diese Aktion erhielt er eine französische Auszeichnung (médaille militaire).
Zurück in Liverpool wurde er wegen seiner französischen Uniform, fehlender Papiere und ungebührlichen Benehmens als Spion festgenommen, was er den Engländern nie vergab. Anschließend wurde er als Verhörspezialist in Kairo eingesetzt, wo er enorm erfolgreich war, selbst hartgesottenen Gefangenen Geheimnisse zu entreißen, nicht zuletzt aufgrund seiner Fähigkeit, Hochdeutsch und sogar Dialekt zu sprechen. Zugleich genoss er das Gesellschaftsleben dort.

### Raubkunst
Nach einem Zwischenspiel in Malta wurde er zu einer Einheit versetzt, die sich um die Raubkunst der Nazis kümmern sollte: Royal Air Force Intelligence, British Element, Monuments, Fine Arts, and Archives (MFAA) Dabei gelang es ihm, durch die so genannten Schenker Papiere bedeutende Verstrickungen Pariser Kunsthändler, Schweizer Sammler und deutscher Experten und Museen, insbesondere des Folkwang Museums in Essen, in der Verschiebung jüdischen Eigentums und entarteter Kunst sowie des Aufbaus der Sammlungen Hitlers und Görings aufzudecken (die Spedition Schenker verfrachtete die Kunstwerke nach Deutschland und führte korrekt Buch).
Ebenso überraschend für die militärische Untersuchungskommission MFAA waren seine detaillierten Recherchen über den Schweizer Kunsthandel während des Krieges; dabei stellte sich heraus, dass viele Händler und Sammler in den Handel mit von den Nationalsozialisten gestohlenen Kunstwerken verwickelt waren. Den gesamten Februar 1945 verbrachte Cooper als Abgesandter der MFAA und der entsprechenden Organisation der Franzosen, befragte Händler und Sammler, die mit den Nazis und insbesondere Theodor Fischer von der Galerie Fischer in Luzern zu tun hatten; Fischer hatte den berüchtigten Verkauf der im Verlauf der Aktion Entartete Kunst beschlagnahmten Kunstwerke 1939 abgewickelt.
Besonders stolz war er auf die Festsetzung des Schweizers Carl Montag, der einer von Hitlers Kunstberatern war und eine „private“ Kunstsammlung aus überwiegend gestohlenen Werken für den Führer zusammengestellt hatte und in die Liquidation der Pariser Galerie Bernheim-Jeune verwickelt war; dieser wurde jedoch merkwürdigerweise auf höhere Anordnung wieder entlassen. Unbeeindruckt verhaftete Cooper ihn erneut, nur um wiederum übergangen zu werden, und zwar jeweils von Winston Churchill, der seinem alten Freund und Lehrer zu Hilfe kam und sich weigerte zu glauben, der „gute alte Montag“ könnte irgendetwas Verwerfliches getan haben.

### Provence

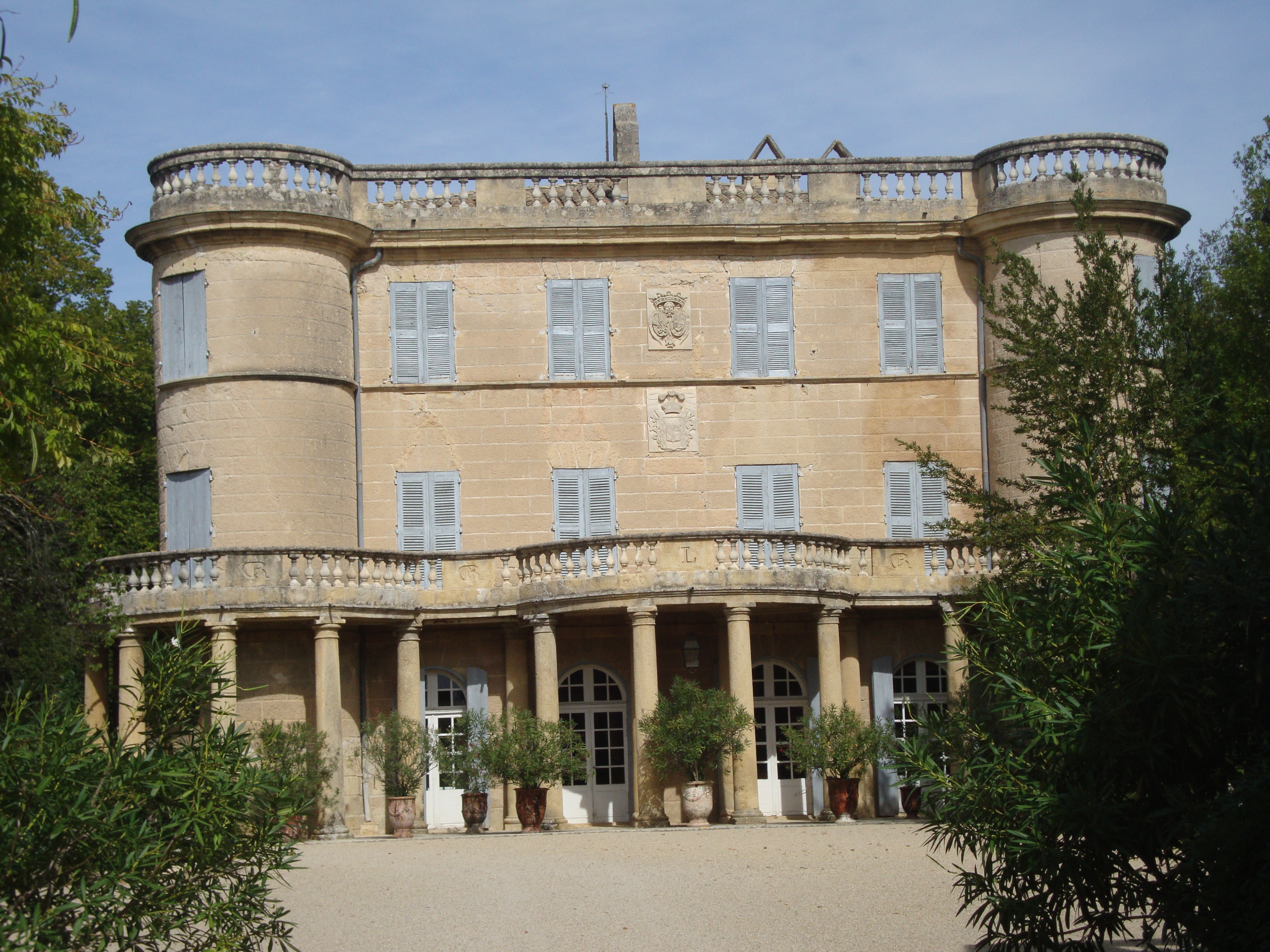
Château de Castille

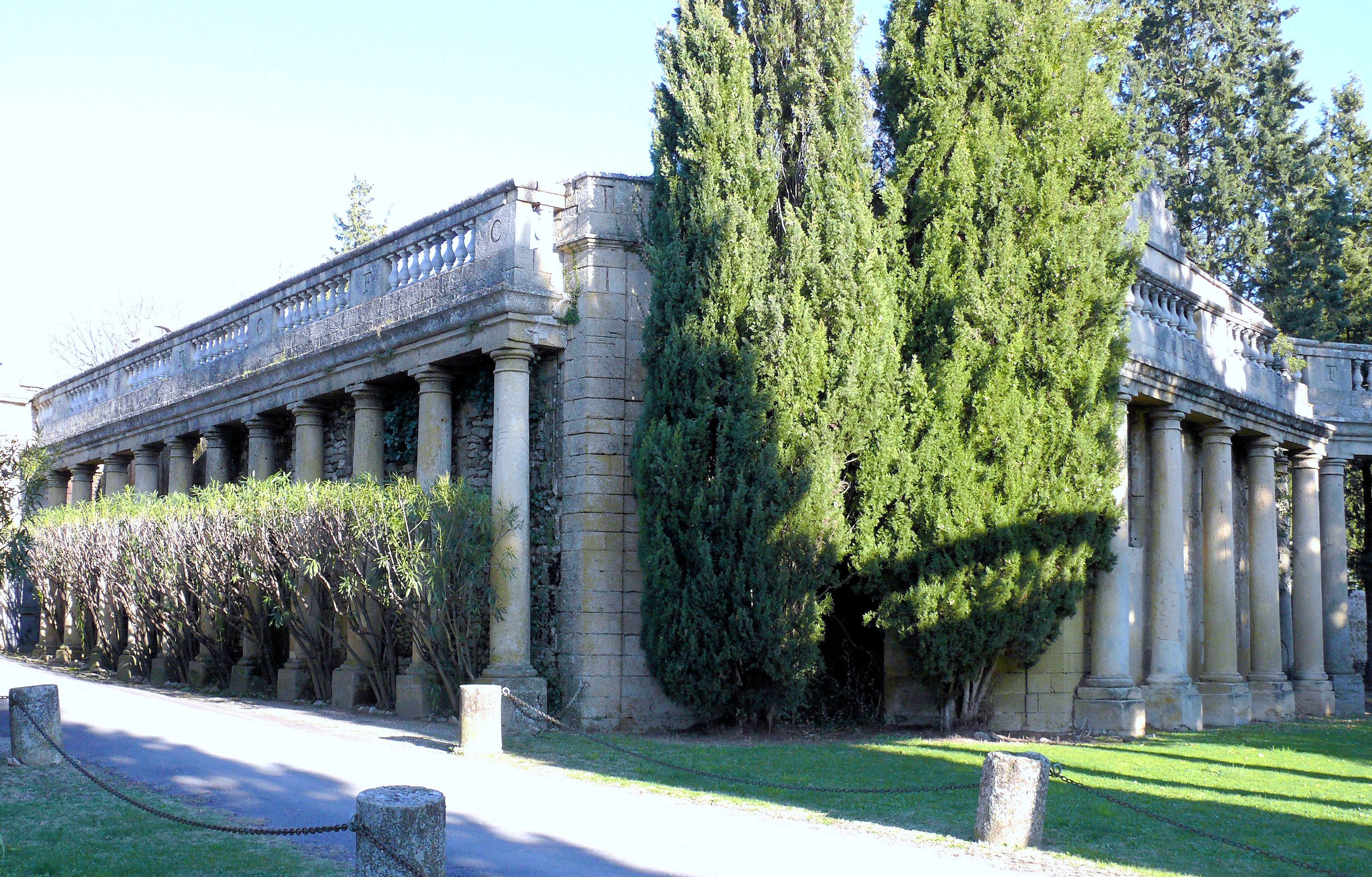
Arkaden des Eingangs

Nach dem Zweiten Weltkrieg kehrte Cooper nach England zurück, verlagerte aber bald seinen Lebensmittelpunkt nach Südfrankreich, vor allem weil er sein Heimatland nicht leiden konnte. Er erwarb und bezog im Sommer 1950 das Château de Castille in Argilliers nahe Avignon und brachte dort seine beeindruckende Sammlung unter, die er weiterhin mit modernen Meistern wie Klee oder Miró ausbaute. In den folgenden Jahrzehnten besuchten Kunsthistoriker, Sammler, Händler und Künstler sein Heim, das so etwas wie ein Epizentrum des Kubismus geworden war, worauf er ohne Zweifel sehr stolz war.
Léger und Picasso waren regelmäßige Gäste; Letzterer wurde sogar ein wesentlicher Bestandteil seines Lebens. Er hielt Picasso für das einzige Genie des 20. Jahrhunderts und wurde ein wesentlicher Förderer des Künstlers. Mehrfach versuchte Picasso, Cooper zur Überlassung seines Schlosses zu bewegen; dieser konnte sich dazu aber nicht durchringen und empfahl ihm 1958 schließlich den Erwerb von Schloss Vauvenargues.

### Autor
Cooper publizierte häufig im Burlington Magazine und verfasste zahlreiche Monographien und Kataloge über Künstler des 19. Jahrhunderts, beispielsweise Degas, van Gogh und Renoir, aber auch über die von ihm gesammelten Kubisten. Er gehörte zu den ersten Kunstkritikern, die über moderne Kunst mit derselben Gelehrsamkeit geschrieben wie es bei den etablierten Malern der Vergangenheit üblich ist; vor dem Zweiten Weltkrieg leistete er in dieser Hinsicht Pionierarbeit. Nach Veröffentlichung seines Katalogs der Ausstellung The Courtauld Collection (1954) wurde dies in The Times besonders gewürdigt. Seine wichtigste Leistung ist vermutlich der Werkkatalog von Juan Gris, den er sechs Jahre vor seinem Tod, 40 Jahre nach Beginn der Arbeiten, 1978 abschloss. Von 1957 bis 1958 unterrichtete er in Oxford als Slade Professor und 1961 als Gastprofessor in Bryn Mawr und am Courtauld Institute.

### Missgeschicke
Cooper wurde 1961 am Rande einer Landstraße außerhalb von Nîmes mit mehreren Stichwunden im Bauch gefunden. Auf dem Weg zur Post in Nîmes, wo er einen Artikel zu Picassos Geburtstag an eine Londoner Zeitung abschicken wollte, hatte er einen Abstecher zu einem berüchtigten Viertel gemacht und dort einen jungen algerischen Fellagha (Widerstandskämpfer gegen die französische Besatzungsmacht) aufgegriffen, der in der Nähe in einem offenen Camp interniert war. Mit ihm war er in eine einsame Gegend gefahren, wo der Junge ein Messer zückte und „Geld oder Leben“ verlangte.
Wie in Frankreich damals üblich, hatte Cooper zwei Geldbörsen, eine mit Kleingeld und eine mit großen Scheinen. Er übergab die erste, woraufhin der Räuber wütend wurde, mehr verlangte und schließlich zustieß. Cooper schleppte sich schwer verletzt in Richtung Stadt, wobei ihm seine Schulung als Sanitäter nützlich war; seine Hilferufe in der einsamen Gegend wurden gehört und er konnte gerettet werden, obwohl er viel Blut verloren hatte. Der Missetäter wurde gefasst und behauptete, er habe nur seine Unschuld verteidigt.
1974 wurden etwa 20 kleinere Gemälde von Picasso, Braque und Gris aus seinem Schloss gestohlen; Cooper hatte seine alte Haushälterin entlassen und dadurch sämtlichen Respekt bei den Einheimischen verloren. Aus Sicherheitsgründen zog Cooper anschließend nach Monte Carlo, wo er ein eher zurückgezogenes Leben führte. Über beide Zwischenfälle wurde in überregionalen französischen und englischen Zeitungen berichtet.

### Alter
Hatte Cooper seine Karriere als Rebell im Dienste des Kubismus begonnen, so endete er nach Meinung seines Biografen als Rebell ohne Auftrag. Er giftete gegen alle Spielarten von Kunst, die nach dem Kubismus kamen, insbesondere die amerikanische Prägung, aber weder das Burlington Magazine noch das Times Literary Supplement waren daran interessiert, seine Tiraden („all bark and no bite“ – nur Gebell, kein Biss) abzudrucken.
Noch im Sommer 1965 hatte Cooper im Einvernehmen mit Picasso eine große Ausstellung zum Thema Picasso et le Théatre in Toulouse ausgerichtet und dazu das Buch zum Thema zwei Jahre später veröffentlicht. Mit dessen Spätwerk war er aber offensichtlich nicht einverstanden; als Protest gegen die lobende Besprechung des Alterswerks in der Kunstzeitschrift Connaissance des Arts ließ er nach Picassos Tod 1973 einen Leserbrief veröffentlichen, der an Deutlichkeit nichts zu wünschen übrig lässt:

„Ich darf mir, glaube ich, anmaßen, zu den ernsthaften Bewunderern von Picassos Werk zu zählen und es beurteilen zu können. So habe ich mir die Bilder denn auch lange angesehen. Nun sind dies aber unzusammenhängende Schmierereien, ausgeführt von einem rasenden Greis im Vorzimmer des Todes. Dies musste einmal gesagt werden. Hochachtungsvoll.“

Obwohl er sich kurz vor seinem Tode mit der Tate Gallery aussöhnen zu wollen schien (1983 organisierte er die dortige Ausstellung Essential Cubism), hat er seinen Widerwillen gegen England wohl nie vollständig überwunden. Insbesondere hielt er nichts von der Kunst seiner Heimat. In einem Brief an den Herausgeber von The Times erklärte er 1980 apodiktisch:

„Ich kann im Werk keines britischen Künstlers des 20. Jahrhunderts irgendetwas sehen, das mich verpflichten würde – wobei ich selbstverständlich auf der Basis internationaler und ewiger Leistungsstandards urteile –, ein bedeutendes kreatives Talent anzuerkennen. In meinen Augen ist das Werk eines jeden von ihnen mittelmäßig, uninspiriert und nicht besonders gelungen.“

Gegen Ende seines Lebens wurde er als erster Ausländer als Patron des Prado in Madrid berufen, worauf er sehr stolz war. Aus Dankbarkeit überließ er dem Prado seinen besten Gris, das Porträt der Frau des Künstlers aus dem Jahr 1916, und ein kubistisches Stillleben mit Tauben von Picasso. Außer dem Prado vermachte er nur dem Kunstmuseum Basel einige Werke; die Tate Gallery erbte nichts. Cooper starb am 1. April 1984 (Fools' Day), vielleicht ganz passend, so wie er es vorausgesagt hatte. Er hinterließ ein unvollständiges Werkverzeichnis von Paul Gauguin und seine Kunstsammlung seinem Sohn William McCarty Cooper (den er nach französischem Recht adoptiert hatte, damit niemand sonst an seinem Erbe partizipieren konnte, insbesondere nicht seine Familie). Sein schriftlicher Nachlass wird im Getty Research Institute in Los Angeles aufbewahrt.

## Würdigung
Cooper wird als wichtige Figur unter den Kunstexperten des 20. Jahrhunderts angesehen, war allerdings wegen seiner Streitsucht und seinem starken Bedürfnis, im Scheinwerferlicht zu stehen, durchaus umstritten. Außerdem wurde er nicht nur des Plagiats und der Ungenauigkeiten in seinem Schrifttum bezichtigt, sondern auch einer „flexiblen Ethik“ und der „Kultivierung von Streitereien ebenso wie von Freundschaften“.
Cooper war nicht nur Autor, sondern auch Herausgeber des The Burlington Magazine, hielt auch Anteile und gehörte dem Aufsichtsrat an, trotzdem versuchte er ständig, den Chefredakteur Benedict Nicolson zum Rücktritt zu drängen. In den fünfziger Jahren griff er John Rothenstein, den Direktor der Tate Gallery, wegen seiner mangelnden Unterstützung der Modernen Kunst an (der ihn, aufs äußerste gereizt, auf einer Party mit einem Faustschlag zu Boden streckte) und versuchte vergeblich, ihn aus dem Amt zu treiben. Sein exzentrisches Temperament machte nicht einmal vor Picasso halt, der ihn schließlich aus seinem Freundeskreis ausschloss, als er gegen 1970 ein Sakrileg beging und Picasso bedrängte, seine Kinder zu legalisieren.

## Schriften
- mit C. Denis Freeman: The road to Bordeaux. Harper, New York/London 1941.
- Daniel-Henry Kahnweiler (Übersetzung Douglas Cooper): Juan Gris: his life and work. Valentin, New York 1947.
- William Turner 1775-1851. Les éditions Braun. Paris 1949, DNB 991806298.
- Paul Klee. Hrsg. Kenneth Clark. Penguin Books, Middlesex 1949.
- Henri Rousseau. [Französisch - Englisch - Deutsch]. Braun/Soho Gallery. Paris/London 1951.
- Douglas Cooper (Hrsg., Übers.: Paola Calvino): Pastelle von Edgar Degas. Holbein-Verlag, Basel 1952, DNB 450886646.
- Douglas Cooper (Hrsg., ausgewählt und eingeleitet von Georg Schmidt): Henri de Toulouse-Lautrec. Kohlhammer, Stuttgart 1955, DNB 455095736.
- mit René Wehrli u. a.: Masterpieces of French Painting from the Bührle Collection. - The National Gallery - London - 29 September - 5 November 1961. Katalog. Arts Council of Britain, London 1961.
- Nicolas de Staël, Masters and Movements. Weidenfeld and Nicolson Ltd. London, 1961.
- Pablo Picasso Les Déjeuners. Éditions Cercle d’Art, Paris 1962.
- Douglas Cooper (Hrsg., Einleitung von Kenneth Clark, Übers. Ingeborg Ramseger unter Mitarb. von Johanna Manns u. Eva Jantzen.): Berühmte private Kunstsammlungen. Stalling, Oldenburg/Hamburg 1963, DNB 452649803.
- (Red.): Georges Braque. Ausstellungskatalog. Haus d. Kunst, München, 18. Oktober bis 15. Dezember 1963, DNB 450590011.
- (Einleitung): PICASSO Deux Epoques *. Gemälde 1960-65 und aus den Jahren 1954, 1957, 1944. Mengis + Sticher im Auftrag, Luzern 1966.
- Picasso et le Théatre. Éditions Cercle d’Art, Paris 1967.
- (Red.): Graham Sutherland. Ausstellungskatalog. Haus d. Kunst München, 11. März – 7. Mai 1967; Gemeentemuseum Den Haag, 2. Juni – 30. Juli 1967; Haus am Waldsee Berlin, 11. Aug. – 24. Sept. 1967; Wallraf-Richartz-Museum Köln, 7. Okt. – 20. Nov. 1967, DNB 720264049.
- (Hrsg.): Große Familiensammlungen. Droemer/Knaur, München/Zürich 1963, DNB 456817530.
- Douglas Cooper (Übersetzung aus dem Französischen Jean Yves Mock): César. Bodensee-Verlag, Amriswil 1970, DNB 450825205.
- The cubist epoch. Phaidon Press, London 1970
- Juan Gris. Kunsthalle Baden-Baden, Baden-Baden 1974, DNB 740828584.
- mit Margaret Potter, Juan Gris: Juan Gris. Catalogue Raisonné de l’Oeuvre Peint (établi avec la collaboration de Margaret Potter). Berggruen, Paris 1977 OCLC 5265299.